# Oskar Quarg
Max Oskar Robert Quarg (* 15. September 1887 in Thonberg; † 17. Juli 1969 in Regensburg) war ein deutscher Mittelstreckenläufer, der sich auf die 800-Meter-Distanz spezialisiert hatte.
Bei den Olympischen Spielen 1908 in London schied er im Vorlauf aus.
Seine persönliche Bestzeit von 2:04,0 min stellte er 1908 auf.